# Espirulina
Espirulina és el nom comú per a aquells suplements alimentaris humans i animals, en forma de pastilles o pólvores, produïts principalment de diverses espècies del fílum Cyanobacteria. També es pot emprar com a suplement alimentari en l'aqüicultura i indústries d'aviram. Actualment, són quatre les espècies que integren el genus Limnospira: Limnospira indica, Limnospira maxima, Limnospira fusiformis i Limnospira platensis, la qual és la principal espècie utilitzada per a la producció dels suplements alimentaris (anteriorment classificats com Arthrospira sp.). A part de les espècies naturals, també hi ha una gran varietat de soques fets servir mundialment per a la investigació en el camp de la nutrició, medicina, bioremediació i biofabricació.
Totes aquestes espècies es classificaven anteriorment dins el gènere Spirulina; tot i això ara hi ha acord que són gèneres ben diferents, i que les espècies alimentàries pertanyen al gènere Limnospira. Malgrat això, és comú continuar trobant escrit "Spirulina" o "Espirulina" perquè romanen com a noms populars.

## Característiques microbiològiques

### Hàbitat
Aquests cianobacteris viuen en un medi aquàtic alcalí, ja sigui tropical com subtropical, quelcom que els facilita habitar a moltes regions del món.
Arthrospira platensis es localitza principalment a l'Africà, tot i que també s'han trobat exemplars a l'Àsia i Amèrica del Sud. En canvi, A. maxima habita al voltant d'Amèrica Central, sobretot a Califòrnia i a Mèxic.

### Cultiu
Per una banda, al seu cultiu al laboratori vuit factors ambientals s'han de tenir en compte perquè la productivitat del cianobacteri sigui la màxima: lluminositat (fotoperíodes de 12/12.4 luxes), temperatura (30 °C), mida de la inoculació, velocitat d'agitació, sòlids dissolts (19-60 g/litre), pH (8.5-10.5), qualitat de l'aigua i presència de macronutrients (C, N, P, K, S, Mg, Na, Cl i Ca) i micronutrients (Fe, Zn, Cu, Ni, Co i S).
Per l'altra banda, per tal de cultivar aquest microorganisme en ambients naturals són necessaris els següents nutrients: hidrogencarbonat de sodi, nitrat de potassi, sal marina, fosfat de potassi i sulfat de ferro.
Antigament, per a la seva producció, s'utilitzaven determinades regions de llac alcalines com a cultius a gran escala de microalgues (1970 llac Texcoco, Mèxic). Avui en dia, però, s'usen fotobioreactors amb condicions molt controlades per augmentar al màxim la seva producció. A més a més, gràcies al nou interès en l'economia circular s'ha començat a emprar efluents de residus com a substrat del cultiu de Limnospira, quelcom que es veu reflectit en projectes com el MELiSSA Pilot Plant.

### Morfologia

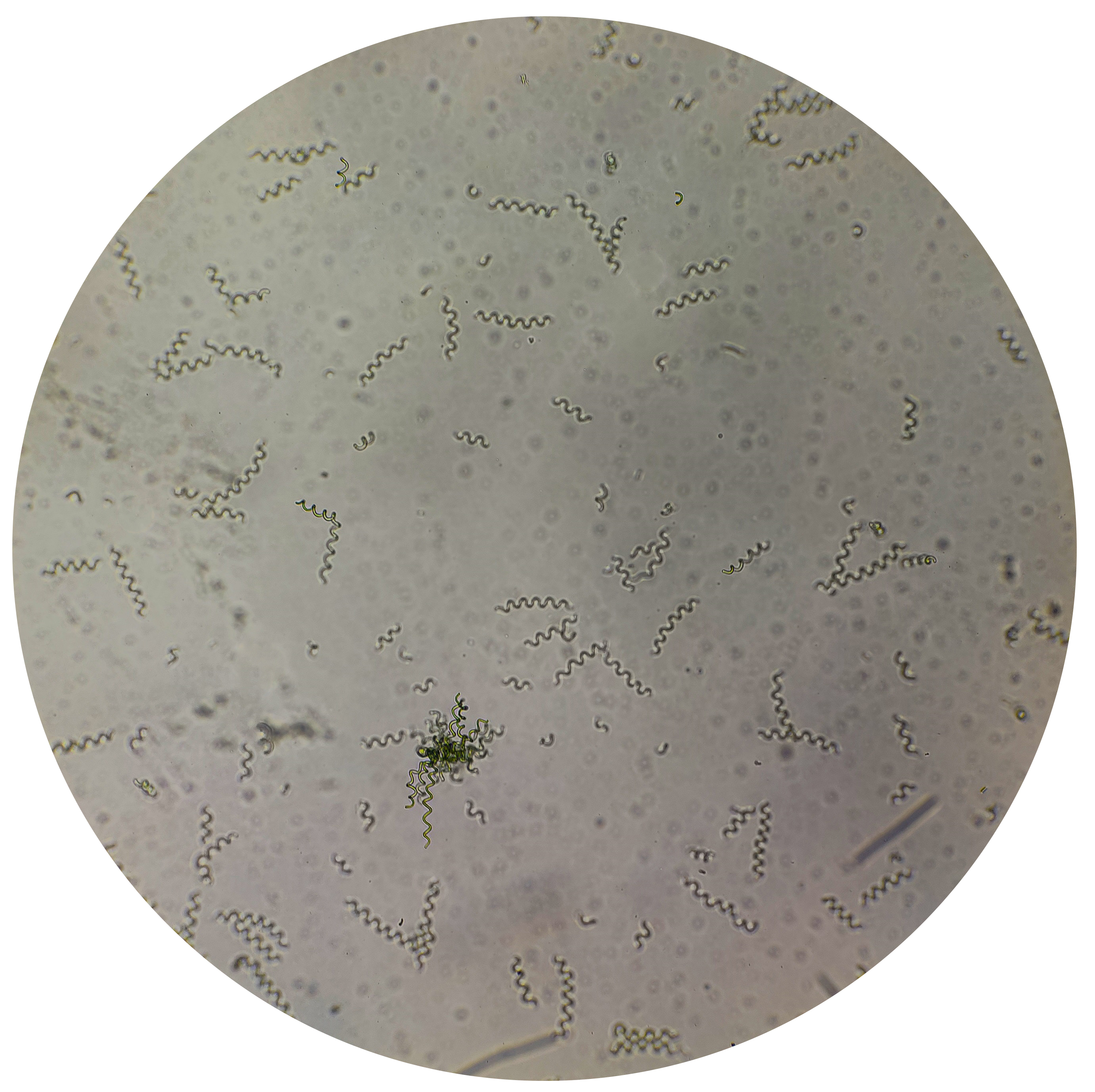
Micrografia òptica de Limnospira indica ampliat quatre mil vegades. Cada espiral és un individu, i a la part inferior hi ha un cúmul dels cianobacteris.

#### Paràmetres helicoïdals
El gènere Limnospira és fàcilment reconegut gràcies a la seva recaragolada forma filamentosa, és per aquest motiu que les espècies són determinades segons els paràmetres helicoidals que presenten. En aquest cas, la seva disposició espacial ve donada gràcies al conjunt de cèl·lules cilíndriques distribuïdes en tricomes helicoidals no ramificats que ressemblen un caragol ample, obert i uniforme. La seva amplada natural oscil·la entre els 2.5-16 μm, el pas de rosca entre 0-80 μm i el diàmetre es troba entre els 15-60 μm. Tot i això, hi ha constància de variacions de grandària entre organismes de la mateixa espècie. Les cèl·lules que la conformen tenen una amplada de 3-12 μm i presenten parets cel·lulars transversals, denominades septes, que són visibles a la llum del microscopi les quals els atorguen un color verd-blavós.

#### Membrana cel·lular
En ser un bacteri gramnegatiu posseeix una capa de peptidoglicà que presenta una alta densitat d'electrons juntament amb una membrana cel·lular multiestratificada de 4 capes caracteritzada per tenir una filera de pors al voltant del tricoma. Addicionalment, la paret està envoltada per una càpsula o beina composta de polisacàrids. La membrana tilacoidal i els ficobilisomes estan disposats en feixos paral·lels i cada cèl·lula es troba separada de la seva contigua gràcies al septe, però totes elles continuen interconnectades mitjançant diversos plasmodesmes. Aquestes barreres són formades per creixement centrípet tant del peptidoglicà com de les capes més centrals i internes de la cèl·lula.

#### Orgànuls cel·lulars
Al citoplasma hi ha presència de diversos orgànuls cel·lulars com serien grànuls de glucogen, aporten una font de carboni i energia a l'organisme; grànuls lipídics, emprats durant la síntesi de la membrana; carboxisomes i grànuls de polifosfats, emmagatzemen l'enzim RuBisCO (ribulosa 1,5-bifosfat carboxilasa/oxigenasa) el qual és molt important durant el cicle de Calvin; grànuls de cianoficina, rellevants per a la conversió del nitrogen i formats per arginina i àcid aspàrtic. Per a la síntesi dels últims grànuls són necessàries unes condicions riques en nitrogen, per tant, hi ha orgànuls dependents de l'estat nutricional en el qual es trobi el tricoma.
Aquests microorganismes també presenten unes vesícules o vacúols de gas en els espais intertilacoidals que els confereixen l'habilitat de flotar. Gràcies a aquest mecanisme, el cianobacteri és capaç de regular i optimitzar la seva posició en la columna d'aigua, quelcom que els permet mantenir-se sempre en una localització òptima de nutrients i llum per a conduir la fotosíntesi.

### Metabolisme
El nombre d'estudis sobre les rutes metabòliques o enzims que empren aquest gènere són bastant reduïts per culpa de falta d'investigació. Tanmateix, algunes de les propietats naturals han estat descrites, però moltes de les seves activitats metabòliques encara estan per determinar.
Es tracta d'organismes fotoautòtrofs, és a dir, organismes que utilitzen l'energia de la llum solar per fixar el diòxid de carboni (CO₂). Aquest component, combinat amb aigua (H₂O), formarà fosfogliceraldèhid (PGAL) que posteriorment servirà per a sintetitzar algunes molècules orgàniques com, per exemple, glucosa. Aquest procés metabòlic, característic en plantes superiors i bacteris fotosintètics, és denominat fotosíntesis i la molècula principal per a captar fotons s'anomena clorofil·la. També conté la ferredoxina-sulfit reductasa, el citocrom b₆f i l'acetohidraxiàcid sintasa, aquesta última utilitzada per a la síntesi d'aminoàcids ramificats.
A causa de la seva taxonomia com a cianobacteri, recentment, s'ha contemplat l'enfocament de fer servir Limnospira com a bacteris fixadors de nitrogen atmosfèric, cosa que ha acabat amb un resultat desfavorable, ja que el gen que codifica l'enzim ressemblant a la dinitrogenasa reductasa (nifH) acaba en la síntesi d'una proteïna disfuncional. Tot i això, sí que presenten la nitrit reductasa; enzim conegut per catalitzar la reacció final per a la reducció del nitrat on, el nitrit és reduït a amoni.

## Alimentació i nutrició
Es considera que l'espirulina ha estat una font alimentària per als asteques i altres cultures antigues d'Amèrica Central. La seva recol·lecció al llac de Texcoco i venda com a pastissos està documentada i descrita des del temps d'Hernán Cortés. Els asteques ho anomenaven "Tecuitlatl", que traduït significa "excrement de pedra". Amb posterioritat, investigadors francesos van trobar en el mateix llac molta quantitat d'Espirulina, la qual cosa va portar que en la dècada dels 70 s'establís en el mateix lloc la primera planta de producció d'Espirulina de l'empresa Sosa Texcoco per a la seva producció a gran escala.
Un altre indret on ja es coneixia l'Espirulina d'antic, és el Txad. Es té coneixement que en aquestes contrades africanes la tribu Kanembu assecava l'Espirulina en forma de pastissos anomenats "Dihé" que s'utilitzen per fer brous per als àpats. Des del 2007, hi ha una explotació local d'Espirulina, ja que, és una de les formes més eficients d'obtenir comercialitzar i obtenir ingressos. Aquesta acció té com a finalitat millorar les condicions de vida de les persones més pobres del territori.

### Informació nutricional

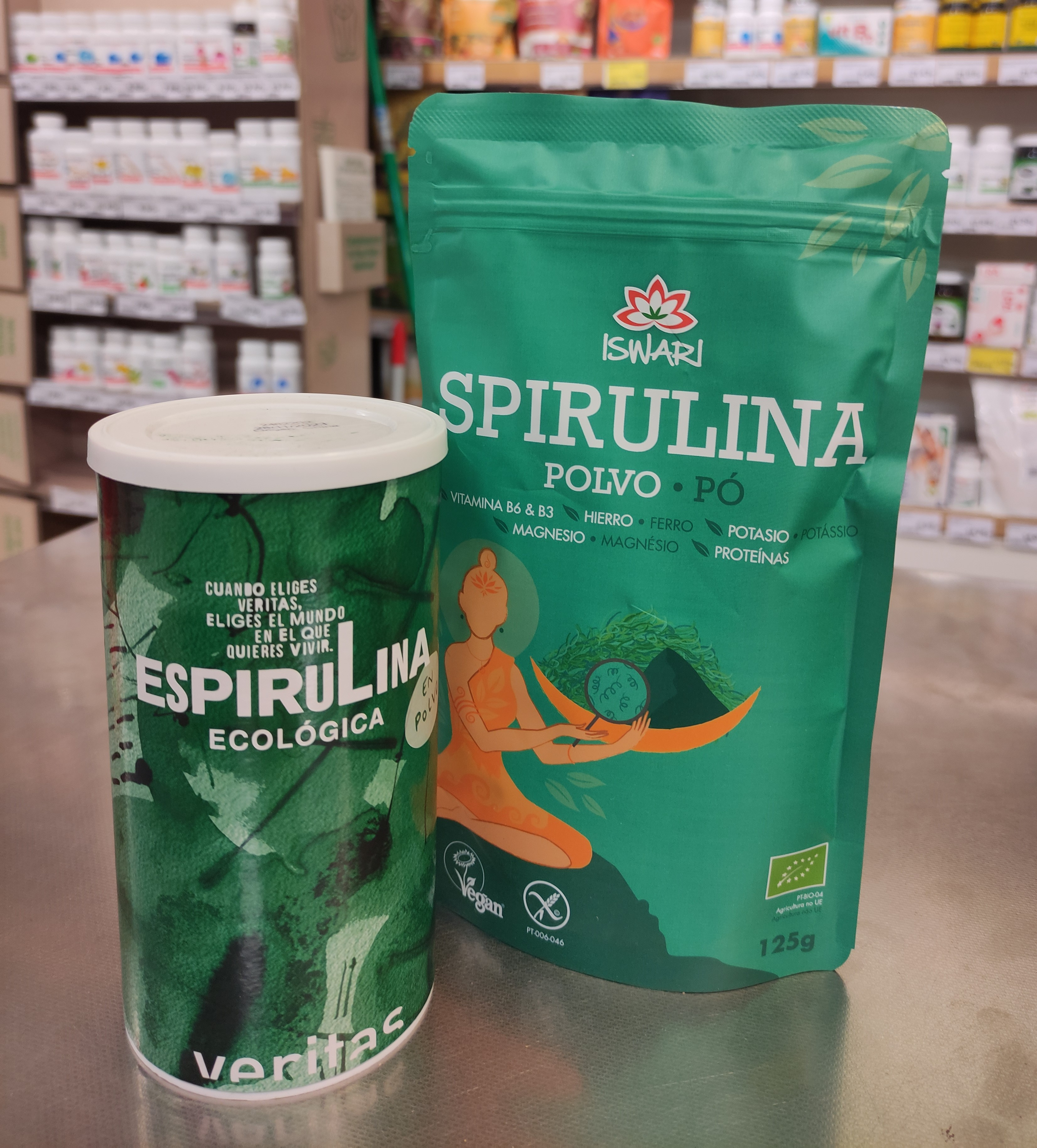
Productes de espirulina en pols de la marca Veritas i Iswari.

A la taula següent queden recollits els principals valors mitjans de carbohidrats, lípids, fibra, proteïnes i vitamines per 100 grams d'Espirulina:
| Valor energètic:                     | 1210kJ / 290 kcal         | 1210kJ / 290 kcal |
| ------------------------------------ | ------------------------- | ----------------- |
| Greixos/lípids: dels quals saturats: | 7.72 g 2.65 g             | 7.72 g 2.65 g     |
| Hidrats de carboni:                  | 23.9 g                    | 23.9 g            |
| Fibra alimentària:                   | 3.6 g                     | 3.6 g             |
| Proteïnes:                           | 57.5 g                    | 57.5 g            |
| Altres components:                   | Vitamina A                | 29 μg             |
| Altres components:                   | Tiamina (vit. B1)         | 2.38 mg           |
| Altres components:                   | Riboflavina (vit. B₂)     | 3.67 mg           |
| Altres components:                   | Niacina (vit. B₃)         | 12.8 mg           |
| Altres components:                   | Àcid pantotènic (vit. B₅) | 3.48 mg           |
| Altres components:                   | Vitamina B₆               | 0.364 mg          |
| Altres components:                   | Vitamina E                | 5 mg              |

#### Proteïnes
Qualitativament parlant, entre un 50-70 per cent del pes sec de l'Espirulina correspon a proteïnes, les quals posseeixen tots els aminoàcids essencials. Per tant, aquests últims representen un 47 per cent del pes proteic total dels quals la metionina, la cisteïna y el triptòfan són els menys abundants.
Del percentatge de proteïna total, entre un 83-90 per cent és digerible per l'ésser humà (la digestibilitat és la relació de nitrogen de les proteïnes que s'absorbeixen i dels aminoàcids que les componen juntament amb altres factors dependents de la persona). Aquest valor és bastant semblant al d'altres proteïnes com la caseïna. (95.1 per cent), pel fet que la Limnospira no conté una paret cel·lular molt robusta que necessiti trencar-se per a poder accedir al seu contingut proteic (únicament posseeix capes de polisacàrids com la mureïna).

#### Lípids
Respecte als lípids, aquests constitueixen entre un 5.6 a un 7 per cent del pes sec de l'Espirulina i, dels quals, un 83 per cent corresponen a la fracció saponificable (monogalactosil diglicèrid, digalactosil diglicèrid, sulfoquimovosil diglicèrid i fosfatidil glicerol) i un 17 per cent a la fracció no saponificable (majoritàriament parafina, pigments, terpens i esterols).

#### Hidrats de carboni
Generalment, els hidrats de carboni es troben en un 15-25 per cent del pes sec, del qual només proporcions molt petites corresponen a carbohidrats simples com són la glucosa, fructosa o sacarosa. Aquests sucres varien en funció del cultiu, ja que, en condicions d'estrès provoquen una disminució del percentatge de proteïna total i un increment dels hidrats de carboni a causa de la secreció d'exopolisacàrids.
Des del punt de vista nutricional, l'únic carbohidrat interessant és el mesoinositol fosfat, el qual proporciona una font d'inositol. Aquest polialcohol es troba, aproximadament, en vuit cops més quantitat en el cianobacteri que en la vedella i diversos centenars de cops més que en els vegetals.

#### Vitamines

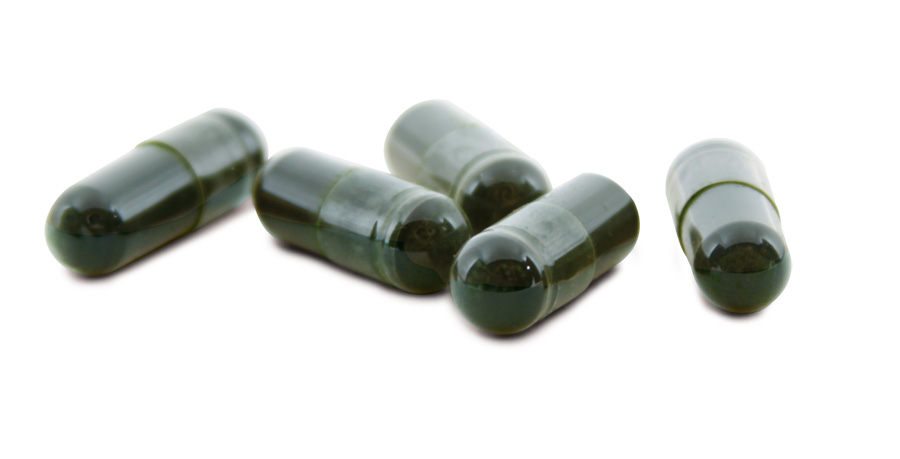
Cinc càpsules toves d'Espirulina seca.

L'Espirulina posseeix beta-carotè, un precursor de la vitamina A que pot ser assimilat i transformat en vitamina A pels mamífers. A més a més, aquest no és tòxic quan s'acumula, és a dir, a diferència de la vitamina A, no té associat un risc de sobredosis.
També conté un nivell de vitamina E o tocoferol comparable al del germen del blat. Aquest posseeix propietats antioxidants que permeten la conservació dels àcids grassos insaturats de l'Espirulina.
Aquest cianobacteri també té diferents quantitats de vitamines solubles en aigua, com serien la vitamina B1 o tiamina, la vitamina B2 o riboflavina, la vitamina B3 o niacina, la vitamina B5 o àcid pantotènic i la vitamina B6.
Diferents estudis ha demostrat que l'Espirulina també conté vitamina B12, un nutrient que ajuda a mantenir la salut de les neurones i la sang, i també contribueix a la formació de l'àcid desoxiribonucleic (DNA). No obstant això, s'ha demostrat que les quantitats d'aquesta vitamina no es troben biodisponibles per a l'assimilació per part dels humans.

### Estudis toxicològics[24]

#### Cianotoxines
Estudis toxicològics han comprovat que els cianobacteris, com dels que s'obté el producte Espirulina, produeixen toxines com microcistines, nodularines, sixtoxines... Aquestes són fàcils de monitorar en els cultius en fotobioreactors, però no han de ser subestimades pel fet que poden tenir un impacte neurotòxic (anatoxina i saxitoxina), es poden acumular en el fetge (microcistines), augmenten la probabilitat d'alguns càncers...

#### Metalls pesants
Limnospira spp. té una bona capacitat de bioadsorció de metalls pesants, és per això que pot utilitzar-se en bioremediació d'aigües contaminades. Tanmateix, aquesta característica no és útil en el camp de l'alimentació, ja que pot arribar a acumular quantitats de 0.11 mg Hg, 0.012 mg Pt, 4.7 mg Ni, 0.17 mg Cg, 1.9 mg Pb... per kg de pes sec d'Espirulina, els quals haurien de ser inferiors a 3 mg por kg de pes sec d'Espirulina (límit màxim establerts per la Comissió Europea).

#### Hidrocarburs aromàtics policíclics (PHAs)
Els nivells d'hidrocarburs aromàtics policíclis (PHAs) en Espirulina solen ser elevats perquè aquest cianobacteri els acumula de manera natural, o a la realització de processaments tèrmics inadequats a l'hora d'obtenir el producte final. Aquests, generalment, acostumen a trobar-se per sobre del dictaminat per la regulació de la Comissió Europea, però les concentracions de benzopirè (substància carcinògena i el compost més perjudicial d'entre tots els que formen els PHAs) es troben molt inferiors al límit.

### Estudis terapèutics
Avui en dia s'està estudiant l'ús de l'Espirulina com a producte per a tractar diferents patologies com la deficiència del ferro (anèmia), la deficiència de vitamina A (gràcies als elevats nivells de beta carotè), la transmissió del VIH de la mare als fills, alguns tipus de càncers (gràcies al seu contingut en carotenoides), defenses immunitàries reduïdes (elevats percentatges de carbohidrats)...

## Projectes innovadors que la involucren

### MELiSSA Pilot Plant(UAB) -European Space Agency

Logotip de la Agència Espacial Europea.

MELiSSA (Micro-Ecological Life Support System Alternative) és una organització sense ànims de lucre creada per l'Agència Espacial Europea (ESA) i composta per 15 socis juntament amb la participació addicional de 50 entitats (universitats, centres espacials, empreses terrestres...) de Bèlgica, Espanya, França, Suïssa, Itàlia, Països Baixos i el Canadà.
La Universitat Autònoma de Barcelona (UAB) participa en la fase Ground Demonstration de MELiSSA en el Departament d'Enginyeria Química, Biològica i Ambiental (DEQBA) de l'Escola d'Enginyeria denominada MELiSSA Pilot Plant (MPP). El projecte, liderat pel manager general Francesc Gòdia Casablancas, és una demostració en una planta pilot d'un sistema tancat de suport vital que permet la producció d'aliments, aigua i O₂, a base de residus com orina, excrements i CO₂.
Un d'aquests aliments són les plantes superiors (enciam, blat, remolatxa) que proporcionen O₂ de forma paral·lela a una tripulació de rates de laboratori. Un altre dels ingeribles de la planta és el cianobacteri Limnospira, la qual és cultivada en un fotobioreactor de 83 litres que, alhora, es troba alimentat pel CO₂ produït per la tripulació de rates.

### INSPIRATION

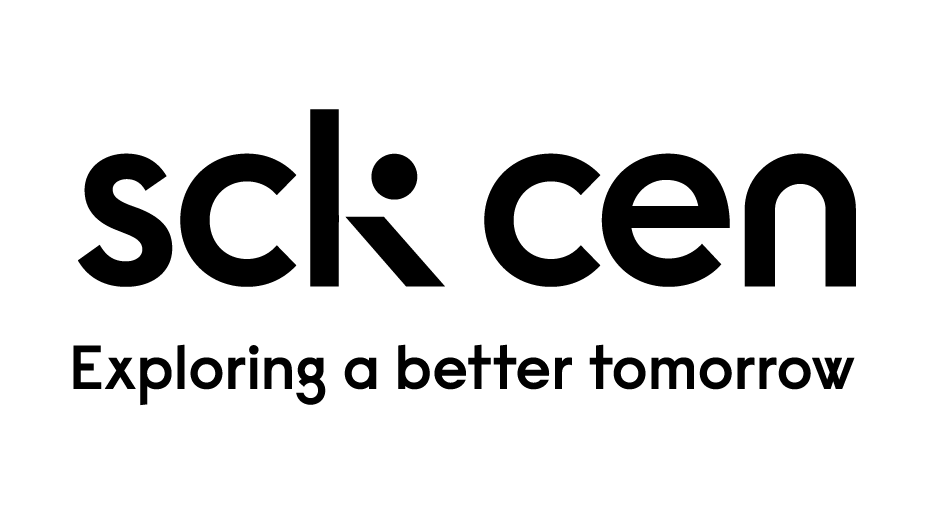
Logotip de l'organització SCK CEN.

INSPIRATION és un projecte iniciat l'any 2015 en dues regions de la República Democràtica del Congo (Mooto y Mbandaka) i pel Centre d'Investigació Nuclear Belga (Belgian Nuclear Research Centre (SCK CEN)). Aquesta organització està localitzada a Mol (Bèlgica), i ofereix serveis de criopreservació de Limnospira per a la investigació primària o per a cultius en bioreactors.
Al Congo, un 43 per cent de nens menors de cinc anys pateix de malnutrició crònica, quelcom que fa que aquest projecte contempli la instal·lació de basses impermeables en les quals seria possible cultivar el cianobacteri Limnospira. Aquest enfocament és a causa de la seva gran contribució nutricional en la dieta de les persones.
Addicionalment, l'any 2017 es va iniciar una col·laboració amb la Universitat Pedagògica Nacional (UPN) amb l'objectiu d'expandir el coneixement sobre el cultiu d'aquest microorganisme, així com sensibilitzar i formar a la població local.

### XTU Biofaçade
XTU architects són una parella d'arquitectes francesos, Anouk Legendre i Nicolas Desmazieres, que tenen com a consigna rehumanitzar l'entorn de la vida a través de la naturalesa.
Aquesta organització posseeix un projecte denominat Biofaçade que té com a finalitat crear edificis sostenibles que continguin sistemes de cultiu del cianobacteri Limnospira o altres microorganismes, com per exemple Elysia Chlorotica, en les seves façanes.
Aquests cultius permetrien tenir una façana activa i productiva que aportés com una cortina a les parets que els irradia massa llum, una ventilació passiva que permetés una regulació de la temperatura de la façana i del mateix cultiu, i un increment de l'absorció del CO₂ atmosfèric.